# 12시에 만납시다 (부산)
김정현의 12시에 만납시다(이하 열만)는 대한민국의 방송국 부산CBS의 라디오 채널 부산CBS 음악FM에서 매일 낮 12시부터 오후 2시까지 방송했던 가요전문 라디오 프로그램이다. 주로 1990년대부터 2010년대까지의 인기가요와 최신가요를 함께 들려주며, 월요일부터 토요일까지는 생방송, 일요일은 녹음방송이다.

## 역사
2015년 3월 2일에 첫방송을 시작해, 2017년 10월 29일에 잠정적으로 폐지됐다가, 2019년 12월 2일에 다시 2년만에 부활했으나, 2021년 10월 17일 방송을 마지막으로 "부산CBS 12시에 만납시다"는 완전히 6년만에 폐지되었다.

## DJ
- 김정현 아나운서

## 같이 보기
- 부산CBS 음악FM

| 부산CBS 음악FM      |                          |                     |
| 이전                | 김정현의 12시에 만납시다 | 다음                |
| 신지혜의 영화음악   | 김정현의 12시에 만납시다 | 한동준의 FM POPS    |
| 오전 11시 ~ 낮 12시 | 낮 12시 ~ 오후 2시       | 오후 2시 ~ 오후 4시 |
|                     |                          |                     |